# The New Christs
The New Christs son una banda australiana de rock formada en Sídney en 1980 por Rob Younger, su vocalista. Younger también fue el vocalista de Radio Birdman y de otras bandas como New Race, Bad Music, The Other Side, Nanker Phelge y Deep Reduction.
La formación de The New Christs desde 2011 es Rob Younger, Jim Dickson (bajo), Dave Kettley (guitarra), Brent Williams (guitarra) y Paul Larsen (batería).
A lo largo de su carrera el grupo ha publicado cinco álbumes de estudio, Distemper (1989), Lower Yourself (1997), We Got This! (2002), Gloria (2009) e Incantations (2014).
Tres exmiembros han fallecido: Stevie Plunder en enero de 1996, Mark Wilkinson en diciembre de 2012 y Christian Houllemare en junio de 2014.